# Carel van Nispen tot Sevenaer
Jhr. Carel Jan Christiaan Hendrik (Carel) van Nispen tot Sevenaer (Zevenaar, 28 augustus 1824 - Arnhem, 3 april 1884) was een Nederlands politicus.
Van Nispen tot Sevenaer was een vooraanstaand katholiek Tweede Kamerlid uit een bekend Gelders geslacht. Hij was afgevaardigde voor het district Breda en later voor Nijmegen. Hij ageerde in 1871 tegen het schrappen van de gelden voor het gezantschap bij de paus en was een belangrijk tegenstander van de onderwijswet in 1878. Hij is in die zin als een van de eerste politieke voormannen van de katholieken te beschouwen. Hij maakte deel uit van de Grondwetscommissie in 1883, maar overleed in 1884.